# Klemens Mikuła

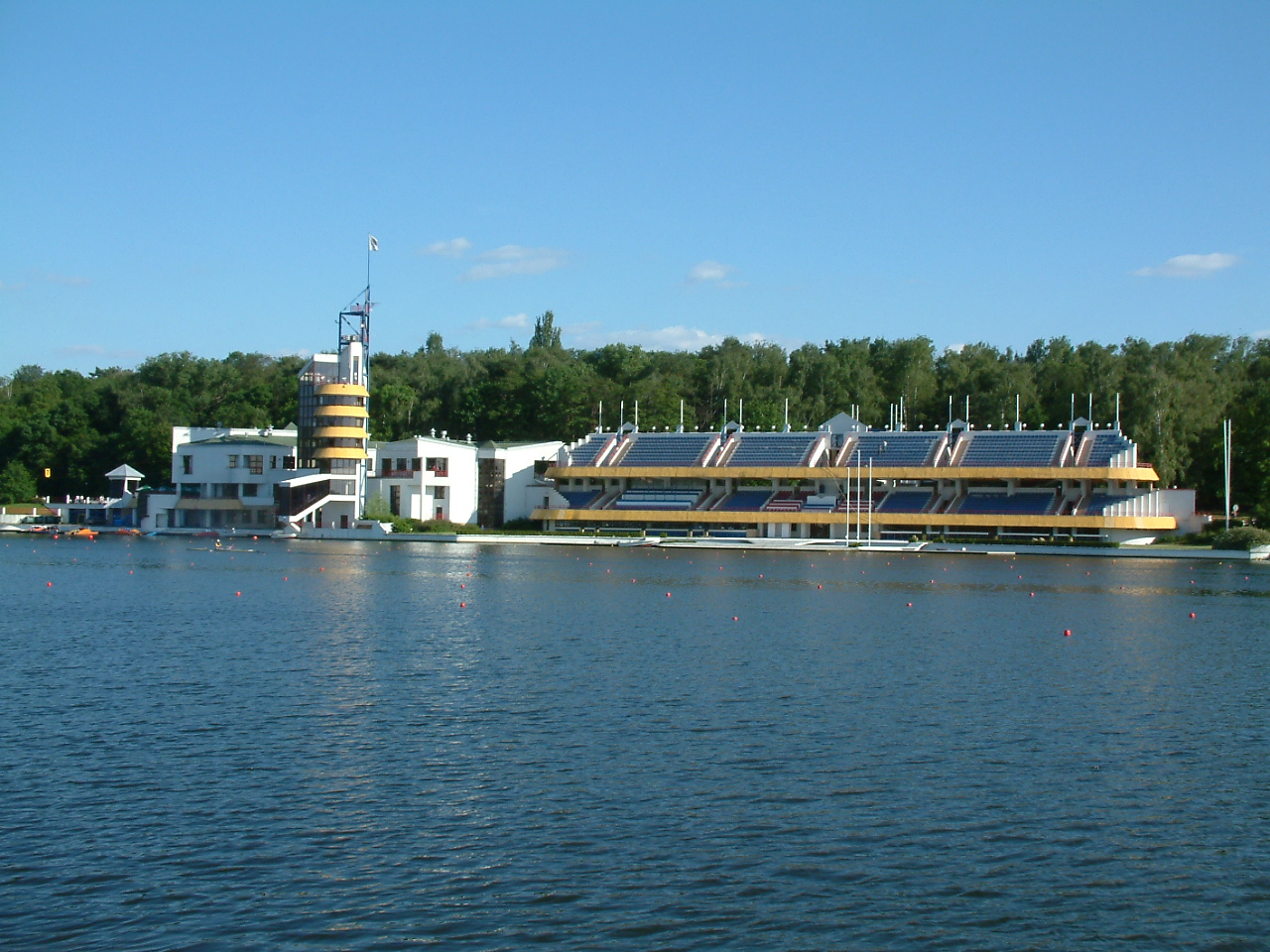
Meta i trybuna Toru Regatowego Malta w Poznaniu autorstwa Klemensa Mikuły

Klemens Mikuła (ur. 6 lipca 1931 w Poznaniu, zm. 21 czerwca 2014 tamże) – polski architekt.

## Życiorys
Absolwent Liceum Budownictwa w Poznaniu, Politechniki Poznańskiej i Politechniki Wrocławskiej.
W latach 1956–1986 pracownik Poznańskiego Biura Projektów Budownictwa Przemysłowego. Wieloletni wiceprezes poznańskiego oddziału SARP.
Na przełomie lat 80. i 90. XX w. opracował założenia architektoniczne dla kompleksu Jeziora Maltańskiego w Poznaniu, kontynuując i rozwijając przedwojenną koncepcję Adama Ballenstaedta. Za ten projekt w 1993 otrzymał nagrodę Polskiego Komitetu Olimpijskiego „Złoty Wawrzyn Olimpijski”, a w 1999 Nagrodę Jana Baptysty Quadro.
W latach 1994–2002 członek Rady Miasta Poznania. Działał również w Stowarzyszeniu Kopiec Wolności w Poznaniu. W 2003 otrzymał tytułu Zasłużony dla Miasta Poznania.
Pochowany został na cmentarzu junikowskim. W ceremonii udział wziął prezydent Poznania Ryszard Grobelny, a mowę pożegnalną wygłosił Jerzy Gurawski.

## Upamiętnienie
22 września 2017 nad północnym brzegiem jeziora Maltańskiego odsłonięto Ławeczkę Klemensa Mikuły.